# Anna Karènina (pel·lícula de 1996)
Anna Karènina (títol original: Anna Karenina) és una pel·lícula britànica dirigida per Bernard Rosa, estrenada l'any 1996. Ha estat doblada al català.

## Argument
Anna Karènina és la dona d'un alt funcionari fred i distant. Decebuda pel matrimoni, malgrat el seu fill, s'enamora d'un guapo oficial, cosa que suposarà un escàndol i un drama.

## Repartiment
- Sophie Marceau: Anna Karènina
- Sean Bean: Vronsky
- Alfred Molina: Lévine
- Mia Kirshner: Kitty
- James Fox: Karènina
- Fiona Shaw: Lydia
- Danny Huston: Stiva
- Phyllida Law: Vronskaya
- David Schofield: Nikolai
- Jennifer Hall: Betsy
- Petr Chelokhonov: Kapitonich, el majordom de Karenina
- Justine Waddell: Contesa Nordston

## Crítiques
- "La passió segons Tolstoi, en versió academicista, freda i avorrida"[3]